# 1035
1035 (MXXXV) je bilo navadno leto, ki se je po julijanskem koledarju začelo na sredo.

## Dogodki

### Slovenija
- Koper dobi mestne pravice.

### Evropa
- Po smrti anglo-danskega kralja Knuta Velikega, ki je vladal Angliji, Danski, Norveški in delu Švedske, se kraljestvo razdeli. Prvi dedič kraljestev je sprva Knutov sin Hartaknut, ki pa se ne meša v vladanje brata Harolda I. v Angliji. Norveško si je še dneve pred Knutovo smrtjo prilastil Magnus I., sin odstavljenega norveškega kralja Olafa II.
- Vilijem Bastard, bodoči kralj Anglije, postane vojvoda Normandije in vazal francoskega kralja. Normandijo organizira na fevdalni osnovi, vendar je od začetka njegova oblast šibka, kakor nakazuje njegovo vzdevek "Bastard", ki označuje njegovo nezakonsko poreklo.
- Pisanska republika napade arabske pirate na Eolskem otočju.
- Kastiljski kralj Ferdinand I. izkoristi šibkost muslimanskih kraljestev, ki so nasledile razpadel Kordobski kalifat, in oropa muslimansko muslimansko Coimbro ter izsili plačilo tributa od novonastalih mestnih emiratov Toleda, Sevilje in Badajoza.
- Grof Ramiro I. Aragonski osnuje Aragonsko kraljestvo.'
- Bremenski semenj (Bremer Freimarkt): cesar Konrad II. podari mestu Bremnu pravico do sejma, ki je bil sprva vsako leto 9. oktobra, danes pa je vsako leto 17 dni zadnja dva tedna v oktobru.
- Začetek gradnje Katedrale Svetega Sabina v Bariju.

## Rojstva
Neznan datum
- Konrad I., češki vojvoda († 1092)
- Marbodij iz Rennesa, francoski škof, pesnik († 1123)
- Jožef ibn Naghrela, mavrski judovski vezir († 1066)
- Hereward Pazljivi, anglosaksonski upornik († 1072)
- Herman Luksemburški, grof Salma, nemški protikralj († 1088)
- Robert I., holandski grof († 1093)

## Smrti
- 3. julij - Robert II., normandijski vojvoda (* 1000)
- 4. november - Jaromir, češki vojvoda (* ni znano)
- 12. november - Knut Veliki, anglo-danski kralj (* 985)